# Hackmania prominula
Hackmania prominula is een spinnensoort in de taxonomische indeling van de kaardertjes (Dictynidae).
Het dier behoort tot het geslacht Hackmania. De wetenschappelijke naam van de soort werd voor het eerst geldig gepubliceerd in 1948 door Albert Tullgren.